# Flüchtlinge in Schleswig-Holstein nach dem Zweiten Weltkrieg

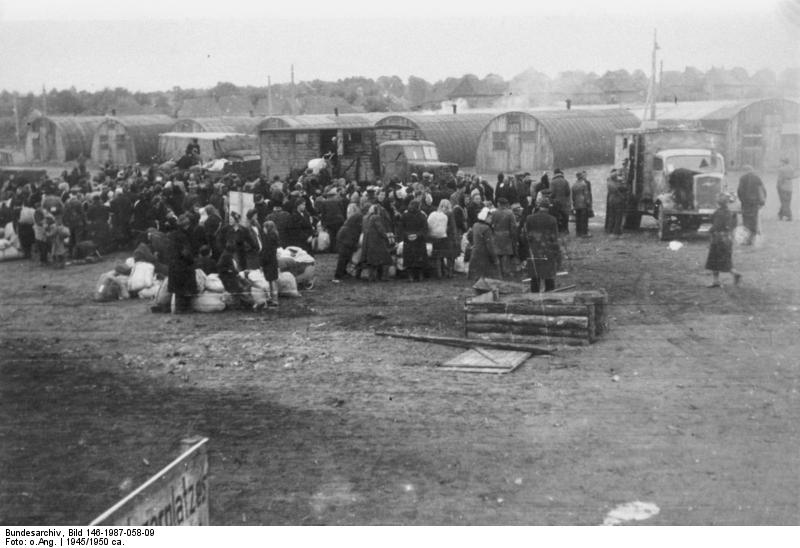
Ankunft von Flüchtlingen in Meldorf

Die Flüchtlinge in Schleswig-Holstein waren ab 1945 eine der größten Herausforderungen der Nachkriegszeit. Gemessen an der Bevölkerungszahl nahmen die Provinz Schleswig-Holstein und das neue Land Schleswig-Holstein zwischen 1944 und 1947 nach Mecklenburg-Vorpommern die zweitmeisten Flüchtlinge und Heimatvertriebenen aus den Ostgebieten des Deutschen Reiches auf. Bei ihrer Unterbringung, Versorgung und Integration half das „Wirtschaftswunder“.

## Zuflucht

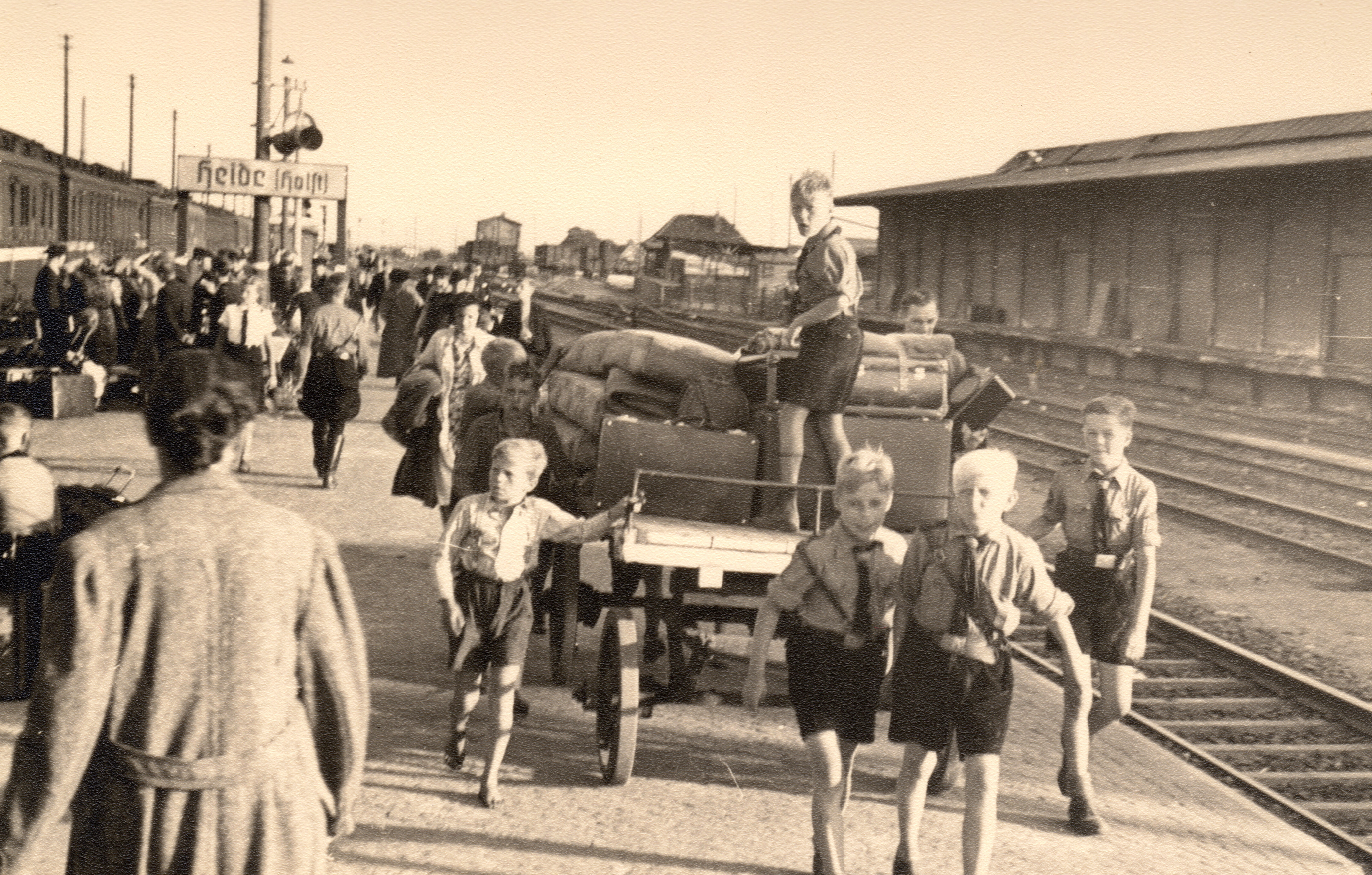
Heide (1943)

Schon seit 1943 waren über 200.000 Menschen aus den zerbombten Städten in die Landgebiete nördlich der Unterelbe gebracht worden. Hamburg war durch die Operation Gomorrha zerstört worden. Als die Rote Armee 1944 die Grenzen des Deutschen Reiches (1933–1945) erreichte, flohen Millionen Deutsche nach Westen. Während der Verwundeten- und Flüchtlingstransporte über die Ostsee brachten 700 Schiffe der Kriegsmarine über zwei Millionen Menschen nach Mecklenburg und Schleswig-Holstein. Nachdem von Westen dann die British Army in Niedersachsen einmarschierte, drängten immer mehr Soldaten und Flüchtlinge nach Norden, nach Schleswig-Holstein und Dänemark. Nach der Kapitulation der Wehrmacht erreichten Hunderttausende von Flüchtlingen und Vertriebenen Städte und Dörfer. Allein von Anfang März bis Ende Juni waren es fast 700.000.
Darüber hinaus wurden über eine Million Wehrmachtssoldaten in zwei Britischen Sperrgebieten in Norddeutschland (G/Dithmarschen–Eiderstedt und F/Plön) interniert. Die Internierungslager wurden im April 1946 aufgelöst, allerdings verblieben in Flüchtlingslagern über 200.000 ehemalige sogenannte Fremdarbeiter und Zwangsarbeiter. 365.000 Flüchtlinge und Vertriebene kamen bis Ende 1946 dazu.
Bei der ersten „gesamtdeutschen“ Volkszählung im Oktober 1946 lebten in Schleswig-Holstein (ohne die Displaced persons) 2,6 Millionen Menschen, rund eine Million mehr als vor 1939. Die Kriegstoten abgerechnet, bedeutete das drei Hinzugezogene auf vier Einheimische. In Niedersachsen war das Verhältnis 1:2, in Bayern 1:3. 1956 wurden in Schleswig-Holstein 755.000 Flüchtlinge und Vertriebene gezählt, das waren 32,2 % der Bevölkerung. Der Mangel an Wohnraum, Nahrung und Arbeitsplätzen war erdrückend.

### Unterbringung und Versorgung

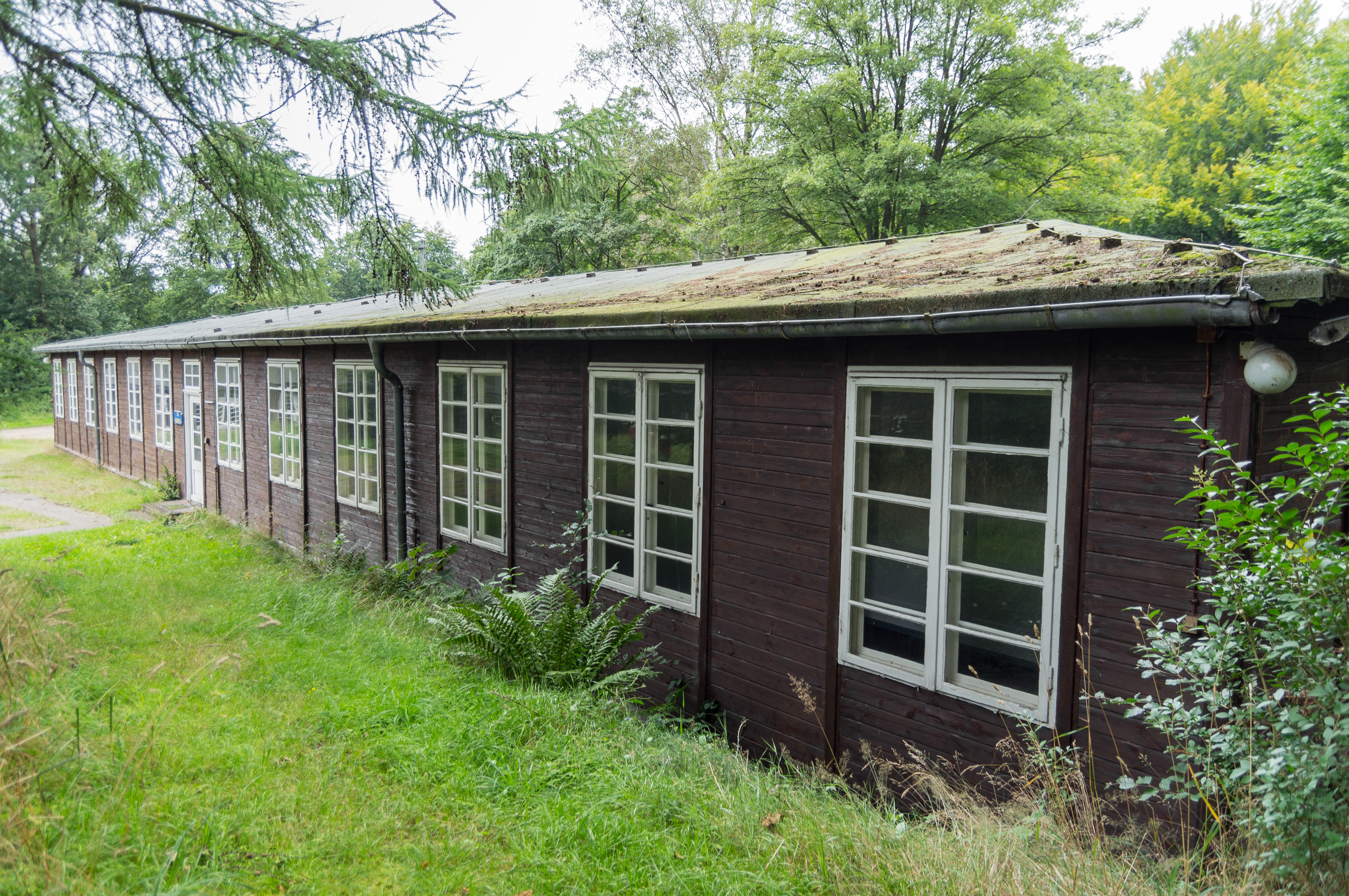
Baracke des Trampedachlagers in Flensburg-Mürwik (2012)

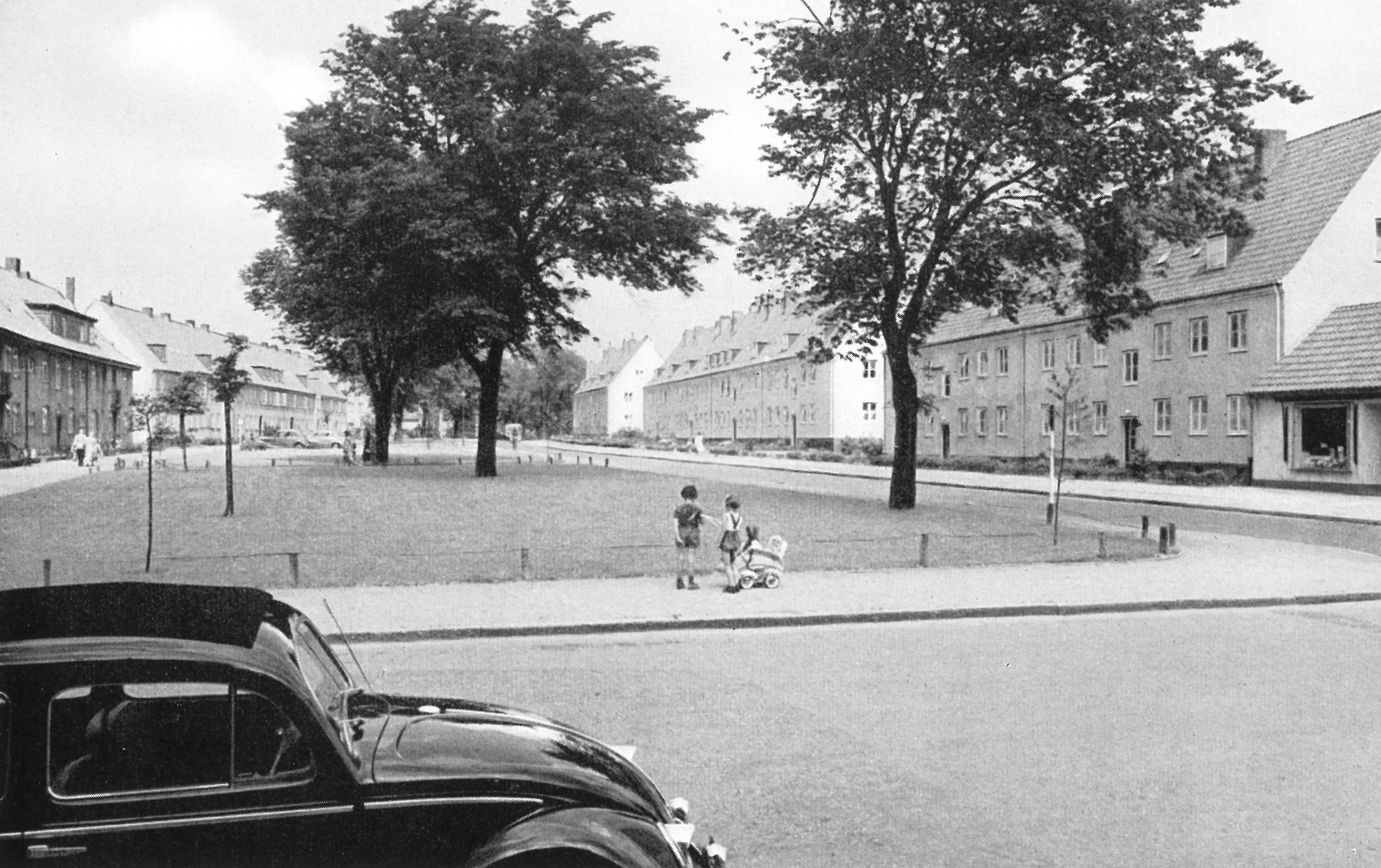
ERP-Siedlung Flensburg-Jürgensby 1951

Auch nach dem Luftangriff auf Lübeck am 29. März 1942 und den Luftangriffen auf Kiel war in Schleswig-Holstein relativ viel Wohnraum erhalten geblieben; die vier kreisfreien Städte Flensburg, Kiel, Lübeck und Neumünster nahmen aber in den ersten Jahren nur ein Fünftel der Flüchtlinge auf. Hingegen verdoppelte sich die Einwohnerzahl im Kreis Eckernförde und im Kreis Stormarn. In Großhansdorf standen 1500 Einheimische 3500 Flüchtlingen gegenüber. In Rendsburg und auf Eiderstedt betrug der Zuwachs 65 %. Zimmer und Wohnungen mussten geteilt oder abgegeben, Küchen und Toiletten gemeinsam genutzt werden. Da viele abgetretene Räume und Notunterkünfte ungeheizt waren, wurden Brennhexen aufgestellt. Kohle und Holz waren knapp und teuer. Wo es möglich war, wurde deshalb Torf als Heizmaterial verwendet. Am 1. April 1950 gab es noch 728 Flüchtlingslager mit 127.756 Menschen. Die Sauberhaltung der Lager, der Zugang zum Waschraum und Besuch waren reglementiert. Als es Anfang der 1950er Jahre wieder Kapital und Baustoff gab, kam der Wohnungsbau in Gang. Es entstanden reine Flüchtlingssiedlungen wie Trappenkamp und das erste systematische, einheitliche und zentral gelenkte Wohnungsbauprogramm in Westdeutschland nach dem Krieg, das ERP-Sonderprogramm „Bau von 10.000 Flüchtlingswohnungen“ unter Führung der Deutschen Gewerkschaften wurde an 84 Standorten in 50 Städten und Gemeinden Schleswig-Holsteins mit Grundsteinlegung am 5. März 1950 in Neumünster realisiert. In vielen Städten und Gemeinden erinnern Straßennamen – Ostpreußenring, Pommernweg, Breslauer Straße und viele andere – noch heute an die Herkunft der zugezogenen Menschen.
In den ersten Nachkriegsjahren hungerten viele Menschen. In Schleswig-Holstein waren Flüchtlinge und Vertriebene in besonderer Weise betroffen. Die Rationierungen auf den Lebensmittelkarten reichten nicht. Neue Schrebergärten sollten den Flüchtlingen bei der Selbstversorgung helfen. Der Schwarzmarkt, Erntearbeit und das „Nachstoppeln“ abgeernteter Felder boten die Aussicht auf Lebensmittel. Für warme Kleidung wurde Wolle von den Zäunen gesammelt und versponnen. Aus alten Uniformen, Decken und Bettzeug entstanden neue Anzüge und Kleider.

### Arbeitsplätze
Bezahlte Arbeit war knapp und gefragt war oft nicht das, was man in Ostpreußen oder Pommern gelernt hatte. Auch Überqualifizierte mussten umlernen und annehmen, was sich bot. Unter den 69.000 früheren Selbstständigen überwogen landwirtschaftliche Berufe. Bis 1949 hatte nur ein Fünftel dieser Gruppe wieder einen eigenen Betrieb. Abhilfe schafften das Flüchtlingssiedlungsgesetz vom August 1949 und das sogenannte 30.000-Hektar-Abkommen, das die Großgrundbesitzer zur Abgabe von Land verpflichtete. Trotzdem führten 1958 lediglich 4246 Vertriebene einen eigenen land- oder forstwirtschaftlichen Betrieb. Nur die Hälfte dieser Bauernstellen war über 10 Hektar groß. Leichter hatten es Handwerker. Mit der Reparatur von Konsumgut tat sich in der Notzeit ein weites Betätigungsfeld auf. Im Bereich der Handwerkskammer Flensburg wurde von den 1946 zugelassenen 2.368 Betrieben mehr als die Hälfte von Flüchtlingen oder Vertriebenen geführt. Für Kiel waren die aus Ostpreußen geflohenen Fischer ein Gewinn.
Alle Angestellten und Arbeiter litten in den ersten Jahren unter dem Stellenmangel; aber die Flüchtlinge und Vertriebenen waren von Arbeitslosigkeit stärker als die Einheimischen betroffen. Während des Wirtschaftswunders sank die Zahl der arbeitslosen Flüchtlinge zwischen 1951 und 1957 von 135.144 auf 22.143. Dabei war die Einwohnerzahl in den ersten Jahren weiter gestiegen; 1949 überschritt sie 2,7 Millionen. Die Landesregierung von Schleswig-Holstein hatte schon 1948 erkannt, dass eine halbe Million Flüchtlinge nur in anderen Ländern Lohn und Brot finden konnte. Ein Plan zur Umsiedlung in die ehemaligen Westzonen war deshalb eine der ersten Maßnahmen der deutschen Bundesregierung. Bis 1960 zogen 400.000 Flüchtlinge und Vertriebene aus Schleswig-Holstein vor allem nach Nordrhein-Westfalen und Baden-Württemberg.

### Ängste
Bei der katastrophalen Lage warnte Otto Hoevermann im Oktober 1945 vor der Kluft zwischen den Flüchtlingen und der eingesessenen Bevölkerung. Außer der materiellen Not erschwerten Reibereien und offener Hass das Zusammenleben. Die einen fürchteten, Niederpreußisch und Ostpommerscher Dialekt würden das Plattdeutsch verdrängen, die anderen klagten über „Mischehen“ zwischen den Eingesessenen und den Aufgenommenen. Bei der Entnazifizierung konnten die Flüchtlinge sich ohne Urkunden und Schriftstücke leichter entlasten als die Einheimischen.

## Politik

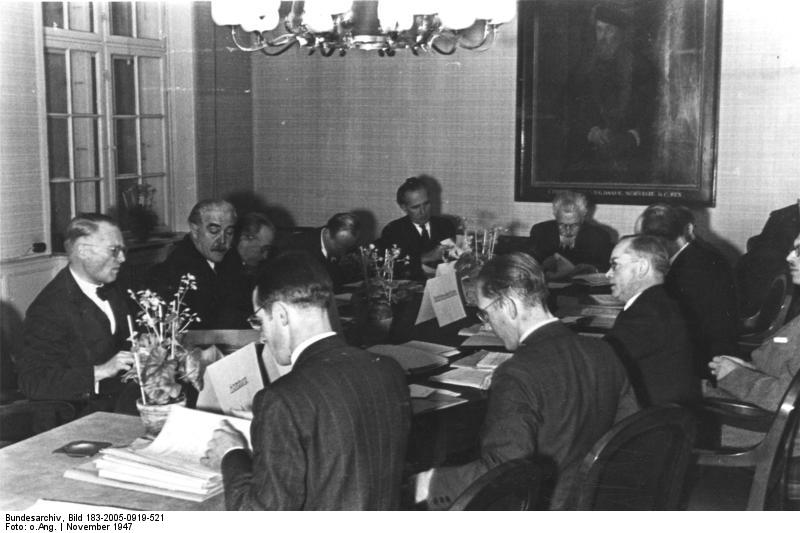
Treffen der Ministerpräsidenten der Britischen Zone in Flensburg im November 1947 zu Flüchtlings- und Landwirtschaftsfragen.

In Südschleswig wendeten Einheimische sich in großer Zahl der dänischen Minderheit zu. Die Zahl ihrer im Südschleswigschen Verein organisierten Mitglieder stieg vom Ende der NS-Zeit bis 1946 von 2700 auf 62.000 an. Die sogenannten Neudänen, die häufig auch abwertend Speckdänen genannt wurden, setzten auf eine Abtrennung Südschleswigs vom neu entstehenden Deutschland und auf die Ausweisung der Flüchtlinge.
Um dem verbreiteten Unmut zu begegnen und kein Forum für Konfliktpotential zu schaffen, sollten die Flüchtlinge in den Aufbau des Landes eingebunden werden. Diese Politik sollte auch die Entstehung von Flüchtlings- und Vertriebenenparteien verhindern. Das 1945 von der britischen Militärregierung erlassene Verbot wurde 1948 aufgehoben. Die deutschen Oberbehörden und später die ernannten und gewählten Landesregierungen hatten den Willen der Briten – wenn auch mit abnehmender Tendenz – zu berücksichtigen. Welche Ausrichtung die deutsche Politik in diesem Spannungsfeld hatte, ist noch nicht erforscht.
1950 formierte sich der Gesamtdeutsche Block/Bund der Heimatvertriebenen und Entrechteten. Bei der Landtagswahl in Schleswig-Holstein 1950 gewann der BHE 23,4 % der Stimmen. Es verbreitete sich die Angst, von Flüchtlingen regiert zu werden. Doch sowohl der BHE als auch die Gegenpartei Schleswig-Holsteinische Gemeinschaft (SHE) gingen bald in der Christlich Demokratischen Union Deutschlands auf. Man fand sich in einer „Notgemeinschaft“, die Otto Hoevermann im September 1945 noch als Hoffnung für das Land beschrieben hatte.

## Erinnerung
Das Zentrum gegen Vertreibungen kuratierte 2011 die Ausstellung Angekommen – Die Integration der Vertriebenen in Deutschland. 2013 erinnerte die Ausstellung Fremdes Zuhause – Flüchtlinge und Vertriebene in Schleswig-Holstein nach 1945 an jene Jahre. Das Trampedachlager im früheren Sonderbereich Mürwik soll zum Museum umgestaltet werden.
Ferner haben verschiedene Städte Patenschaften für Vertriebenen-Heimatorte übernommen.